# Theridion davisorum
Theridion davisorum är en spindelart som beskrevs av Claude Lévi 1959. Theridion davisorum ingår i släktet Theridion och familjen klotspindlar. Inga underarter finns listade i Catalogue of Life.